# Zygmunt Robaszkiewicz
Zygmunt Robaszkiewicz MSF (né le 16 octobre 1958 à Nietuszkowo (Chodzież) en Pologne) est un évêque missionnaire catholique polonais, actuel ordinaire du diocèse de Mahajanga à Madagascar.

## Biographie
Zygmunt Robaszkiewicz  entre chez les Missionnaires de la Sainte-Famille où il est ordonné prêtre le 11 juin 1986. 
Il est envoyé en 1989 à Madagascar. Il est nommé en 2001 par Jean-Paul II troisième évêque du diocèse de Morombé et il est consacré le 2 septembre 2001 par l'archevêque de Toliara, Mgr Fulgence Rabeony SJ; les co-consécrateurs étant l'archevêque de Fianarantsoa, Mgr Philibert Randriambololona SJ, et l'évêque de Morondava, Mgr Donald Joseph Leo Pelletier MS.